# Стефан Ристовски
Стефан Ристовски (Скопље, 12. фебруар 1992) је северномакедонски фудбалер који тренутно наступа за Динамо из Загреба. Игра на позицији десног бека.

## Успеси
Ријека
- Прва лига Хрватске (1) : 2016/17.[4]
- Куп Хрватске (1) : 2016/17.[5]

 Спортинг Лисабон
- Куп Португалије  (1) : 2018/19,[6] (финале: 2017/18)[7]
- Лига куп Португалије  (2) : 2017/18,[8] 2018/19.[9]

 Динамо Загреб
- Прва лига Хрватске  (3) : 2020/21,[10] 2021/22,[11] 2022/23.[12]
- Куп Хрватске  (1) : 2020/21.[13]
- Суперкуп Хрватске  (2) : 2022,[14] 2023.[15]

Појединачни
- Идеални тим Прве лиге Хрватске: 2016,[16] 2017,[17] 2022,[18] 2023.[19]